# Брузаско
Брузаско (итал. Brusasco) је насеље у Италији у округу Торино, региону Пијемонт.
Према процени из 2011. у насељу је живело 1161 становника. Насеље се налази на надморској висини од 172 м.

## Становништво
| 1936. | 1951. | 1961. | 1971. | 1981. | 1991. | 2001. | 2011. |
| ----- | ----- | ----- | ----- | ----- | ----- | ----- | ----- |
| 1.488 | 1.546 | 1.551 | 1.500 | 1.501 | 1.585 | 1.664 | 1.726 |